# Benedetta Emilia Agricola
Benedetta Emilia Agricola, née Benedetta Molteni, aussi connue sous le nom de Benedetta Emilia Agricola-Molteni, est née en 1722 à Modène et morte en 1780 à Berlin, était une chanteuse d'opéra italienne soprano à Berlin au XVIIIe siècle.

## Biographie
Agricola était l'élève de Nicola Porpora, Johann Adolf Hasse et Felice Salimbeni.
Elle fait ses débuts à Berlin en 1743 avec l'opéra César et Cléopâtre de Carl Heinrich Graun. Longtemps membre de l'Opéra italien de Berlin, elle y acquis une excellente réputation de cantatrice. À partir de 1748, elle devint la soprano principale de l'orchestre de la cour de Frédéric II. En 1751, Benedetta Emilia Molteni épouse Johann Friedrich Agricola. Elle conserve son poste à la cour jusqu'à la mort de son mari en 1774.